# 广珠城际公司
广东广珠城际轨道交通有限责任公司（簡稱广珠城际公司）是广东省铁路建设投资集团和中国铁路广州局集团共同出资创建的国有企业，负责广珠城际铁路和珠机城际铁路的投资、建设及综合资源开发。

## 历史
2000年后，广东开始推进珠江三角洲地区城际轨道交通网络建设。2004年7月14日，铁道部与广东省政府签订协议，双方共同出资50%成立广东珠三角城际轨道交通有限责任公司，负责包括广珠城际铁路在内的珠三角城际轨道交通线的建设和未来营运。同年7月29日，公司正式注册成立，由广东铁投集团和广铁集团担当出资人代表。然而广东省政府数年后相继成立其他项目公司，负责佛肇城际、莞惠城际、穗莞深城际等线路，意图绕开铁道部主导珠三角城际线网建设。
2010年8月13日，铁道部和广东省政府在广州举行部省战略合作会谈。根据会议纪要，铁道部和广东省各出资50%组建统一的珠三角城际轨道公司，负责整个珠三角城际轨道交通的建设和管理。数日后，广铁集团和广东铁投集团出资建立新的广东珠三角城际轨道交通有限公司，而2004年成立的珠三角城际公司更名为广东广珠城际轨道交通有限责任公司，归属新珠三角城际公司管理。
2017年6月，广珠城际公司获得国家铁路局颁发的铁路运输许可证，编号TXYS2017-20057，许可范围为“城际铁路旅客运输”，系除国铁外首批获得该许可的企业。
2018年9月，根据中国铁路总公司与广东省政府的沟通，广珠城际公司的股权比例改按实际出资比例调整，即广东铁投集团占56%、中国铁路广州局集团占44%。

## 管辖线路
广珠城际公司虽持有城际铁路运营许可，但旗下线路迄今仍委托中国铁路广州局集团运营。
- 广珠城际铁路广州南（不含）至珠海段、江门支线小榄至江门（不含）段
- 珠机城际铁路珠海至珠海机场段